# Gräninger See (Naturschutzgebiet)
Das Naturschutzgebiet Gräninger See liegt auf dem Gebiet der Gemeinde Nennhausen im Landkreis Havelland in Brandenburg.
Das etwa 138 ha große Gebiet mit der Kennung 1123 wurde mit Verordnung vom 19. Oktober 1967 unter Naturschutz gestellt. Das Naturschutzgebiet mit dem Gräninger See erstreckt sich nördlich von Gräningen, einem Ortsteil der Gemeinde Nennhausen. Am südöstlichen Rand des Gebietes verläuft die Landesstraße L 991, südlich verläuft die L 98. 
Der Gräninger See ist weitgehend verlandet. Das Naturschutzgebiet verbindet die Havelniederung mit den Luchgebieten im westlichen Brandenburg.